# Rypin
Rypin est une ville polonaise, siège du powiat de Rypin, en voïvodie de Couïavie-Poméranie.